# Matthew Lillard
Matthew Lyn Lillard (ur. 24 stycznia 1970 w Lansing) – amerykański aktor, reżyser i producent filmowy i telewizyjny.

## Życiorys

### Wczesne lata
Urodził się w Lansing w Michigan w rodzinie pochodzenia angielskiego i irlandzkiego jako syn Pauli i Jeffreya Lillardów. Dorastał w Tustin wraz z młodszą siostrą Amy. W 1988 ukończył szkołę średnią Foothill High School w Tustin, w stanie Kalifornia. Naukę kontynuował w Fullerton College w Fullerton, a następnie studiował na American Academy of Dramatic Arts w Pasadenie, gdzie uczył się także aktor Paul Rudd.

### Kariera
Był gościem programu Nickelodeon SK8-TV (1990). W 1991 wraz z przyjacielem założył Mean Street Ensemble, z którym wystąpił w sztuce Tracers jako Kinky Dau. Następnie przeprowadził się do Nowego Jorku. Uczęszczał do profesjonalnej szkoły teatralnej Circle w Square.
Debiutował w kinowym sequelu horroru komediowego o małych stworkach z wielkimi zębami Ghouliesi III: Ghouliesi idą na uczelnię (Ghoulies III: Ghoulies Go to College, 1991). Jego menadżer Bill Treusch zdobył rolę w czarnej komedii W czym mamy problem? (Serial Mom, 1994), gdzie pojawił się w roli nastoletniego syna psychopatycznej gospodyni domowej i morderczyni granej przez Kathleen Turner. Potem u boku Angeliny Jolie zagrał geniusza komputerowego o pseudonimie „Cereal Killer” w sensacyjnym dreszczowcu kryminalnym Hakerzy (Hackers, 1995).
Przełomem okazał się slasher Wesa Cravena Krzyk (Scream, 1996), a jego ekranowa postać niezrównoważonego psychicznie Stuarta „Stu” Machera trafiła na miejsce dziesiąte rankingu magazynu „Total Film” na najbardziej przerażającego filmowego seryjnego mordercę. Za rolę Stevena „Stevo” Levy’ego w komediodramacie Punki z Salt Lake City (SLC Punk!, 1999) odebrał nagrodę na festiwalu filmowym w Mar del Plata w Argentynie. Jako Norville „Shaggy” Rogers w komedii Raja Gosnella Scooby-Doo (2002) otrzymał nagrodę Nickelodeon Kids’ Choice Awards i był nominowany do Teen Choice Awards. 
W ciągu kilku kolejnych lat grał w tak głośnych filmach, jak Cała ona (She's All That, 1999), sequel Scooby-Doo 2: Potwory na gigancie (Scooby-Doo 2: Monsters Unleashed, 2004), Apartament (Wicker Park, 2004), Egzamin dojrzałości (The Perfect Score, 2004).
Wystąpił także w teledysku do piosenki grupy OutKast „Land of a Million Drums” (2002).

## Życie prywatne
Romansował z aktorkami – Christine Taylor (1991) i Neve Campbell (1997–1998). 12 sierpnia 2000 poślubił Heather Helm. Mają dwie córki – Addison Grace (ur. 13 czerwca 2002) i Macey Lyn (ur. 19 października 2004).

## Filmografia
- 1991: Ghoulies w koledżu (Ghoulies III: Ghoulies Go to College) jako Dexter Stork

- 1994: W czym mamy problem? (Serial Mom) jako Chip Sutphin
- 1995: Zwierzęcy pokój (Animal Room) jako Doug Van Housen
- 1995: Szalona miłość (Mad Love) jako Eric Webber
- 1995: Hakerzy (Hackers) jako Emmanuel Goldstein/„Cereal Killer”
- 1996: Gdyby ściany mogły mówić (If These Walls Could Talk) jako protestujący
- 1996: Krzyk (Scream) jako Stuart „Stu” Macher
- 1998: Przed metą (Without Limits) jako Roscoe Devine
- 1998: Punki z Salt Lake City (SLC Punk!) jako Steveo
- 1998: Zakręcony (Senseless) jako Tim LaFlour
- 1998: Zabójcza przyjaźń (Dead Man’s Curve) jako Tim
- 1999: Nieprzerwana akcja – Wing Commander (Wing Commander) jako Todd „Maniac” Marshall
- 1999: Cała ona (She's All That) jako Brock Hudson
- 2000: Stracone zachody miłości (Love's Labour's Lost) jako Longaville
- 2001: Finder’s Fee jako Fishman
- 2001: Trzynaście duchów (13 Ghosts) jako Dennis Rafkin
- 2001: Letnia przygoda (Summer Catch) jako Billy Brubaker
- 2001: Gwiazdka muppetów (It's a Very Merry Muppet Christmas Movie) jako Luc Fromage
- 2002: Scooby-Doo jako Norville „Shaggy” Rogers
- 2004: Egzamin dojrzałości (The Perfect Score) jako brat Kyle
- 2004: Scooby-Doo 2: Potwory na gigancie (Scooby-Doo 2: Monsters Unleashed) jako Norville „Shaggy” Rogers
- 2004: Apartament (Wicker Park) jako Luke
- 2006: 13 grobów (Graves, serial TV) jako Matthew McQueena, ex-poszukiwacz skarbów
- 2006: Wiosła w dłoń (Without a Paddle) jako Jerry Conlaine
- 2006: Tydzień kawalerski (The Groomsmen) jako Des
- 2007: Dungeon Siege: W imię króla (In the Name of the King: A Dungeon Siege Tale) jako książę Fallow
- 2010: Scooby Doo: Abrakadabra-Doo (Scooby-Doo! Abracadabra-Doo) jako Norville „Kudłaty” Rogers (głos)
- 2023: Pięć koszmarnych nocy (Five Nights at Freddy's) jako William „Steve Raglan” Afton